# 후타쓰카촌 (도야마현)
후타쓰카촌(二塚村)은 도야마현 이미즈군에 있던 촌이다.

## 역사
- 1889년 4월 1일 - 정촌제 시행에 의해 이미즈군 후타쓰카촌이 성립하였다.
- 1942년 4월 1일 - 다카오카시에 편입되었다.

## 교통

### 철도
- 일본국유철도
  - 호쿠리쿠 신칸센
  - 조하나 선

### 도로
- 도야마 현도 제40호선
- 도야마 현도 제57호선
- 도야마 현도 제58호선

## 참고문헌
- 西藤平蔵村誌編纂委員会編　『西藤平蔵村誌』　西藤平蔵村誌編纂委員会、2004年。
- 「角川日本地名大辞典」編纂委員会編　『角川日本地名大辞典 16 富山県』　가도카와 쇼텐、1979年。